# Tom Coyne
Tom Coyne (10. prosince 1954 – 12. dubna 2017) byl americký masteringový inženýr.

## Život a kariéra
Narodil se v Union Township v New Jersey a studoval na Roselle Catholic High School (absolvoval v roce 1972). Později docházel na Kean College. Jeho první zaměstnání bylo ve studiu Dick Charles Recording. V roce 1994 začal pracovat v newyorském studiu Sterling Sound, jehož vlastníkem byl v té době Lee Hulko. V roce 1998, spolu s Muratem Aktarem, Gregem Calbim a Tedem Jensenem, studio od Hulka odkoupili. Za svou práci byl Coyne několikrát oceněn cenou Grammy. Během své kariéry pracoval na masterování nahrávek mnoha umělců, mezi něž patří například Beyoncé, LL Cool J, Mark Ronson, Meshell Ndegeocello a Adele. Zemřel v roce 2017 ve věku 62 let, důvodem byl mnohočetný myelom.